# 内橋和久
内橋 和久（うちはし かずひさ、1959年11月14日 - ）は、大阪府生まれの日本のギタリスト、ダクソフォン奏者、作曲家、編曲家、音楽プロデューサー。

## 概要
レーベル「イノセントレコード（旧 前兵衛レコード）」主宰。即興トリオ／アルタードステイツ主宰。
1983年頃から即興を中心とした音楽に取り組み始め、国内外の様々な音楽家と共演。活動の領域は音楽だけにとどまらず、映像作品や演劇などの音楽も手掛け、中でも、劇団維新派の舞台音楽監督を20年以上にわたり務めている。音楽家同士の交流、切磋琢磨を促す「場」を積極的に作り出し、1995年から即興ワークショップ「ニュー・ミュージック・アクション」を神戸で開始する。その発展形の音楽祭、フェスティヴァル・ビヨンド・イノセンスを1996年より毎年開催（2001年のみ休止）。近年はこれらの活動と併行してUAやくるりのプロデュース、ツアーメンバーとしても活動。即興音楽家とポップ・ミュージシャンの交流の必要性を説く。また、2002年から2007年までNPOビヨンド・イノセンスを立ち上げ、大阪フェスティバルゲート内でオルタナティヴ・スペース、BRIDGEを運営したことでも知られる。現在はウィーン、東京を拠点に活躍。
ソロプロジェクト“FLECT”ではエレクトロハーモニクスの16セカンドディレイマシンとサステナーを内蔵したゴダンのギターを駆使して、もはやギターを超越したサウンドスケープを作り上げる。一方自己のバンド、アルタードステイツや超即興では、パワーと独創性に満ちたギター的アプローチで、即興と楽曲の境界を消し去っていく。
近年では親友でもあるギタリスト／Hans Reichelの発明による新楽器ダクソフォン（Daxophone）の日本唯一の演奏者としても知られている。

## 主なバンド活動歴
- モダンチョキチョキズ　1989〜1997
- アルタードステイツ（内橋和久、ナスノミツル、芳垣安洋）　1989〜継続中
- 劇団維新派　1982〜継続中
- KING PAWNS（Hans Reichel&内橋和久）　1991〜2012
- Ground Zero（大友良英）　1994〜1997
- R.U.B.（Ned Rothenberg、Samm Bennett、内橋和久）　1997〜継続中
- ファンタズマゴリア（岩田江、江崎將史、稲田誠、小島剛、一楽儀光（後期はサム・ベネット）、内橋和久）　1999〜2002
- MUTANT（岩田江、水谷康久、井上智士、内橋和久）　2000〜休止中
- COMFORT OF MADNESS　（ヘルゲ・ヒンテレッガー、フランツ・ホーツィンガー、内橋和久）　1998〜2005
- 超即興（内橋和久&吉田達也）　2004〜継続中
- DUETS （Shelley Hirsch&内橋和久）　2001〜継続中
- eEyo Idiot 2004〜継続中
- 渋さ知らズ　199?〜不定期継続中
- COMBOPIANO（渡邊琢磨、千住宗臣、内橋和久）　2007〜継続中

## 近年の共演者
Burkhard Stangl、フェルナンド・カブサッキ、マ—ティン・スィーヴァート、おおたか静流、藤井郷子、田村夏樹、DD Kern、Ned Rothenberg、Shelley Hirsch、吉田達也、ナスノミツル、芳垣安洋、巻上公一、イクエ・モリ(Ikue Mori)、松村和幸a.k.a.ZAK、塩谷博之、権藤知彦、青木タイセイ、ミヒャエル・フィッシャー、シルヴィ・ゴルバジェ、COMBOPIANO、UA、外山明、久土'n'茶谷、日比谷カタン、友部正人、梅津和時、太田恵資、山本精一、内田也哉子、NOID、Phil Minton、七尾旅人、フランツ・ホーツィンガー、中村としまる、田中悠美子、石川高、David Murray、山下洋輔、Hans Reichel、今井和雄、渋さ知らズ、Andy Moor、岡本洋、Samm Bennett、不破大輔、是巨人、鬼怒無月、くるり、Thomas Lehn、Mats Gustafsson、クレステン・オズウッド、八木美知依(Michiyo Yagi)、マッシモ・プッピーロ、高良久美子、酒井俊、ヤチェック・コハン、石橋英子、知久寿焼、Roger Turner、原田郁子、林栄一、二階堂和美、eEyo Idiot、半野田拓、Noël Akchoté、坂田明、大野由美子、大竹伸朗、Mani Neumeier、細野晴臣、Gene Coleman、高瀬アキ(Aki Takase)、関島岳郎、Axel Dörner、ヘルゲ・ヒンテレッガー、パスカルズ、秋山羊子、デイル・バーニング、西川文章、Martin Tétreault、ディアン・ラブローズ、鈴木昭男、高橋悠治、ピア・パルメ、JSX、岡登志子、山本達久、イフクキョウコ、オオヤユウスケ、鈴木正人、灰野敬二、アンゲリカ・カステーヨ、Salyu、Richard Scott、カルメン・マキ、Sainkho Namtchylak、Dagmar Klause、Mark Feldman、Christian Marclay、Bobby Previte、菊地成孔、坪口昌恭、Joke Lanz、Tony Buck、Achim Kaufman、Frank Gratkofski、Gerry Hemingway、Richard Barrett、Senyawa

## ディスコグラフィー

### スタジオ・アルバム
- STOP COMPLAINING/SUNDOWN（1991年）HANS REICHEL DUETS WITH FRED FRITH AND KAZUHISA UCHIHASHI
- ALTERED STATES（1992年）ALTERED STATES
- GUITAR SOLO（1994年）
- STEAM（1994年）VIDEO
- mosaic（1995年）ALTERED STATES
- BABEL（1995年）ISHINHA
- the miracle of levitation（1995年）
- ALTERED STATES 4（1996年）
- CAFE 9.15（1996年）ALTERED STATES with NED ROTHENBERG
- PHOSPHORESCENCE（1997年）
- ALTERED STATES 6（1997年）
- KING PAWNS（1998年）Hans REICHEL&内橋和久
- カンパネルラ（1998年）HACO、ZEENA PARKINS、SAMM BENNETT、内橋和久
- Phantasmagoria（2000年）Phantasmagoria
- cynical athlete （2000年）一楽儀光 and 内橋和久
- f/w（2000年）千野秀一 and 内橋和久
- clearness（2000年）姜泰煥、一楽儀光 and 内橋和久
- CANTATA（2000年）phantasmagoria
- plays standards（2000年）アルタードステイツ
- AUTISM（2000年）Comfort of maddness
- Rohren（2000年）Comfort of maddness
- EQ（2001年）mutant
- COLD BLOWAWAY SIDESUP（2001年）SAMM BENNETT and 内橋和久
- CRAZY BUBBLES （2001年）
- Mr.Summertime（2002年）大谷安宏 and 内橋和久
- DUETS（2002年）SHELLEY HIRSCH and 内橋和久
- a Brief History in 67 Chapters/festival Beyond Innocence（2002年）
- RUINS and Uchihashi Kazuhisa（2002年）
- R.U.B（2002年）NED ROTHENBERG, SAMM BENNETT and 内橋和久
- FLECT（2003年）
- art ship recordings（2003年）FRED FRITH and 内橋和久
- RHYTHM（2003年）
- STOROBO imp（2003年）GENE COLEMAN and 内橋和久
- No Day Rising（2003年）JOELLE LEANDRE, BRETT LARNER and 内橋和久
- THIXOTROP（2004年）Comfort of madness
- BRUFFS（2005年）アルタードステイツ
- improvisation（2005年）内橋和久&吉田達也
- HERCULES'S ICY  CLUB（2005年）内橋和久&吉田達也
- BREATHE（2005年）UA
- BRUFFS 2（2006年） アルタードステイツ
- 内ダブ（2006年）内橋和久とダブ平&ニューシャネル
- improvisation 2（2007年）内橋和久&吉田達也
- SUBITIZED（2008年）Palme/JSX/Uchihashi
- Ruth send a SMS（2008年）Jacek Kochan、Franz Hautzinger、Kazuhisa Uchihashi
- FLECT Ⅱ（2009年）
- improvisation  3（2009年）内橋和久&吉田達也  CD & DVD
- 内外（2010年）内橋和久&外山明
- 内マニデラックス（2010年）内橋和久&マニ・ノイマイヤー
- DUETS: 10 years after（2011年）シェリーハーシュ&内橋和久
- U9（2012年）高橋悠治&内橋和久
- SENYAWA with Kazuhisa Uchihashi（2012年）センヤワ&内橋和久
- 加藤崇之＆内橋和久デュオ（2012年）
- LXMP with 内橋和久（2012年）
- 超即興4（2012年）
- barisshee（2012年）吉田達也&内橋和久
- 堆積と浸食（2012年）三柴理、吉田達也、内橋和久

### ライヴ・アルバム
- ALTERED STATES Live In Lithuania & Estonia（1994年）ALTERED STATES with Otomo Yoshihide
- 2006.8.26.音や金時（2008年）林栄一、内橋和久、外山明、古澤良治郎
- LIVE IN TOKYO（2011年）ALTERED STATES
- KING PAWNS live in Berlin（2012年）ハンスライヒェル&内橋和久

### コンピレーション・アルバム
- NEU KONSERVATIW（1994年）
- ANGELICA97（1998年）
- ring ring 1997（1998年）
- resonance（1998年）
- Improtest（2009年）

### ビデオ
- monthly ALTERED STATES LIVE DOCUMENT VIDEO  Vol.1- Vol.12（1995年）
- STEREO DROME（1996年）ササキヒデアキ、広瀬淳二、内橋和久
- STEREO DROME 2（1998年）ササキヒデアキ、広瀬淳二、内橋和久

## サポートレコーディングワークス
- HURDY GURDY ORCHESTR（1991年）HURDY GURDY ORCHESTRA
- バチカリスト（1992年）田口トモロヲ
- シコふんじゃった（1992年）周防義和
- Spiritual Vibes（1993年）Spiritual Vibes
- REPEAT PERFORMANCE  2.（1993年）おおたか静流
- The Bush of Ghosts（1993年）菅谷昌弘
- The Blue Kite（1994年）大友良英
- NADEGE meets NADEGE（1994年）NADEGE
- STRANGE FRUITS（1994年）AUDIO SPORTS
- 天国逆子-息子の告発-（1994年）大友良英
- ノスタルジア（1994年）おおたか静流
- Child's View（1994年）竹村延和
- くまちゃん（1994年）モダンチョキチョキズ
- REPEAT PERFORMANCE  3. （1995年）おおたか静流
- 革命京劇（1995年）Ground Zero
- NULL & VOID（1995年）Ground Zero
- FREAK SMILE（1995年）SPANK HAPPY
- RIDDLE OF LUMEN（1995年）as EQ
- まぼろしの世界　SAMPLES（1995年）
- 夏宵祭（1995年）佐藤通弘
- Summer Snow[女人、四十。]（1995年）大友良英
- Annees-Lumiere（1995年）Vie Vie
- たたき売り（1995年）大友良英&JON ROSE
- JOHN ZORN'S COBRA 吉凶部隊（1995年）
- HU-DU-MEN[虎度門]（1996年）
- AQUATIQUE（1996年）NADGE
- one（1996年）HONZI
- UNISON（1996年）カルメン・マキ
- WORRY PETTY & BLOUSON JET（1996年）KING JOE
- tornado shaman（1996年）KING JOE
- WAWA（1996年）WAWA
- LOVE TUNE（1997年）おおたか静流
- NIMROD（1997年）NIMROD
- 虹という名の少女（1997年）ソロンゴ
- CONSUME RED（1997年）Ground Zero
- CONFLAGRATION（1997年）Ground Zero
- SUSPENSE CARRY PRO（1997年）GUILLOTINE KYODAI
- ミイラになるまで（1997年）島田雅彦、大友良英
- PLAYS STANDARDS（1997年）Ground Zero
- Terre-neuve（1997年）NADEGE
- 鉄塔武蔵野線（1997年）おおたか静流/内橋和久
- 声浴 -voice bathing（1997年）おおたか静流
- ギター万歳!!!（1997年）GUILLOTINE KYODAI
- KITCHEN soundtrack（1997年）大友良英/内橋和久
- LA POMME（1997年）須山久美子
- aromes（1998年）NADGE
- アイスラーソングス（1998年）須山久美子
- バブの店さき（1998年）ふちがみとふなと
- GURU GURU 98 LIVE（1999年）
- near+far（1999年）Charles Hayward
- シアンの羽根（1999年）五島良子
- Sun（2004年）UA
- Lost Direction（2005年）Shibusa Shirazu
- BREATHE（2005年）UA
- la（2005年）UA
- eEyo Idiot（2006年）eeyo idiot
- UNFIXED MUSIC（2006年）鈴木正人
- The flower/The Radio」（2006年）Fernando Kabusakki
- sugar land」（2006年）おおたか静流
- Golden Green（2007年）UA
- Segundo Puente（2007年）ANIMA MUNDI
- Primer Encuentro（2007年）ANIMA MUNDI
- 2008（2008年）UA
- 銀河（2008年）原田郁子
- さよならリグレット（2008年）くるり
- 巴里渋舞曲（2008年）渋さ知らズ
- Melted Tragedies（2008年）eEyo idiot
- A Second Shadow（2008年）Christine Sehnaoui
- Chilly dream, Bright rest（2008年）渡邊琢磨
- FLYING SAUCER 1947（2008年）HARRY HOSONO & THE WORLD SHYNESS
- LIVE SPEEDSTAR EXPRESS（2008年）細野晴臣&UA  DVD
- ATTA（2009年）UA
- 魂のゆくえ（2009年）くるり
- ピラニアの棲む湖（2009年）秋山羊子 + 内橋和久
- 三日月（2009年）くるり
- 愉快なピーナッツ（2009年）くるり
- KABA（2010年）UA
- billion voices（2010年）七尾旅人

## 維新派公演参加歴
- 路地坂の祭り（1986年）生國魂神社 ＜障子劇場＞
- 少年の玉（1987年）
- 少年オペラ［vju:］（1988年）京大西部講堂 ＜直径10m大回転舞台＞
- ［echo］スクラップ通りの少年たち（1990年）大阪城公園 ＜円筒形劇場TANK＞
- スクラップ・オペラ　INDEX（1990年）扇町ミュージアムスクエア
- ヂャンヂャン☆オペラ『少年街』（1991年）東京・汐留旧国鉄コンテナヤード＜蜃気楼劇場＞
- ヂャンヂャン☆オペラ『虹市』（1992年）大阪南港 ＜メカノポリス＞
- ヂャンヂャン☆オペラ『ノスタルジア』（1993年）大阪 ＜臨海シアターDOCK＞、東京、名古屋
- 維新派ライブ『MAP』（1994年）東京−名古屋−京都−大阪
- ヂャンヂャン☆オペラ『青空』（1995年）大阪＜梅田廃校の体育館＞、東京・法政大学
- 維新派ライブ『BABEL』（1995年）東京−名古屋−京都−大阪
- ヂャンヂャン☆オペラ『ROMANCE』（1996年）大阪南港＜Kinetic-Theater＞
- ジャンジャン☆オペラ『南風』（1997年）大阪南港ふれあい港館広場
- ジャンジャン☆オペラ『王國』（1998年）大阪南港ふれあい港館広場
- ヂャンヂャン☆神楽『麦藁少年』（1999年）和歌山熊野本宮大社跡
- ヂャンヂャン☆オペラ『水街』（1999年）大阪南港ふれあい港館
- ヂャンヂャン☆オペラ『水街』（2000年）オーストラリア・アデレード市で上演（アデレード芸術祭招聘）
- ヂャンヂャン☆オペラ『流星』（2000年）大阪南港ふれあい港館広場 ＜Cubic Theater＞
- ヂャンヂャン☆オペラ『流星』（2001年）ヨーロッパツアー、ドイツ・イタリア・イギリスで上演（ベルファスト・フェスティバル参加）
- さかしま『南南西の風、風力3…』（2001年）奈良県室生村総合運動公園内健民グラウンド
- チチカカ（2002年）岡山・西川アイプラザ、神戸・KAVC、大阪・芸術創造館
- カンカラ（2002年）岡山県犬島道精錬所跡地
- 30/1（2003年）大阪・BRIDGE
- Nocturne ノクターン―月下の歩行者―（2003年）東京・新国立劇場
- キートン（2004年）大阪南港ふれあい港館広場
- ナツノトビラ（2005年）中南米ツアー、メキシコ（セルバンティーノフェスティバル）・ブラジルで上演
- ナツノトビラ（2006年）大阪・梅田芸術劇場メインホール
- 『nostalgia』《彼》と旅をする20世紀三部作　#1（2007年）大阪・ウルトラマーケット
- 『nostalgia』《彼》と旅をする20世紀三部作　#1（2007年）さいたま・彩の国さいたま芸術劇場
- 『nostalgia』《彼》と旅をする20世紀三部作　#1（2008年）京都・京都芸術劇場「春秋座」
- 『呼吸機械』《彼》と旅をする20世紀三部作　#2（2008年）琵琶湖野外特設劇場
- 『nostalgia』《彼》と旅をする20世紀三部作　#1（2009年）オーストラリア・パース／ニュージーランド・オークランド
- ろじ式』 フェスティバル/トーキョー（2009年）
- 『台湾の、灰色の牛が背のびをしたとき』《彼》と旅をする20世紀三部作（2010年）#3  岡山 犬島アートプロジェクト「製錬所」内・犬島野外特設劇場　埼玉 彩の国さいたま芸術劇場
- 『台湾の、灰色の牛が背のびをしたとき』《彼》と旅をする20世紀三部作（2011年）#3  シンガポール フェスティバルヴィレッジ（Esplanade Park 野外特設劇場）
- 夕顔のはなしろきゆふぐれ（2012年）デザイン・クリエイティブセンター神戸

## 映画音楽
作編曲作品
- Mary's Nail
- 蜃気楼劇場（1992年）
- オールナイトロング3 最終章（1996年）
- キッチンー我愛厨房ーKitchen（1997年）
- 鉄塔・武蔵野線（1997年）
- ドドンパ娘川を行く（1998年）
- 流星（1999年）
- 誰も知らない夏の空（1999年）

演奏参加作品
- シコふんじゃった。（1992年）
- 藍風箏（1993年）
- 息子の告発（1994年）
- 女人、四十。（1994年）
- 太陽有耳-The Sun Has Ear-（1995年）
- 虎度門-HU-DU-MEN-（1996年）
- 阿金的故事-STANT WOMAN-（1996年）
- 河童（2006年）
- コンナオトナノオンナノコ（2007年）